# Фовізм

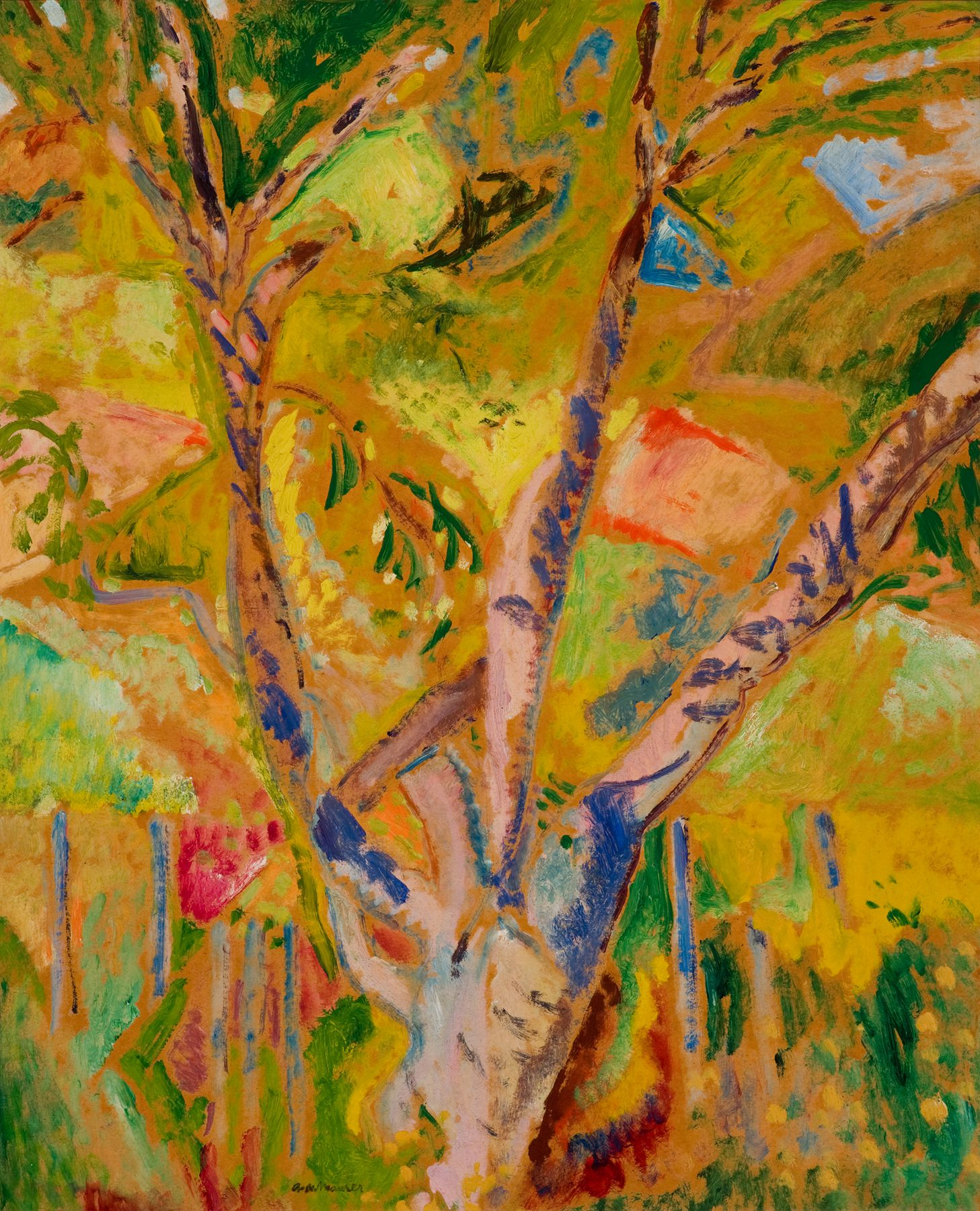
Альфред Морер. «Пейзаж у Провансі», 1912 р.

Фові́зм (фр. les Fauves — «дикі») — стиль групи французьких художників початку ХХ століття, чиї роботи були швидше зосереджені на мальовничості, декоративності та насиченості кольорів, аніж на зображальних чи реалістичних аспектах, як у французькому варіанті імпресіонізму.
Як стиль, фовізм виник приблизно в 1900 році й тривав до 1910 року. Був настояний на протиріччях і відрізнявся непослідовністю. Рух, як такий, панував всього кілька років, з 1904 до 1908 років; за цей час були проведено три виставки. На чолі його були Анрі Матісс та Андре Дерен.

## Митці та стиль

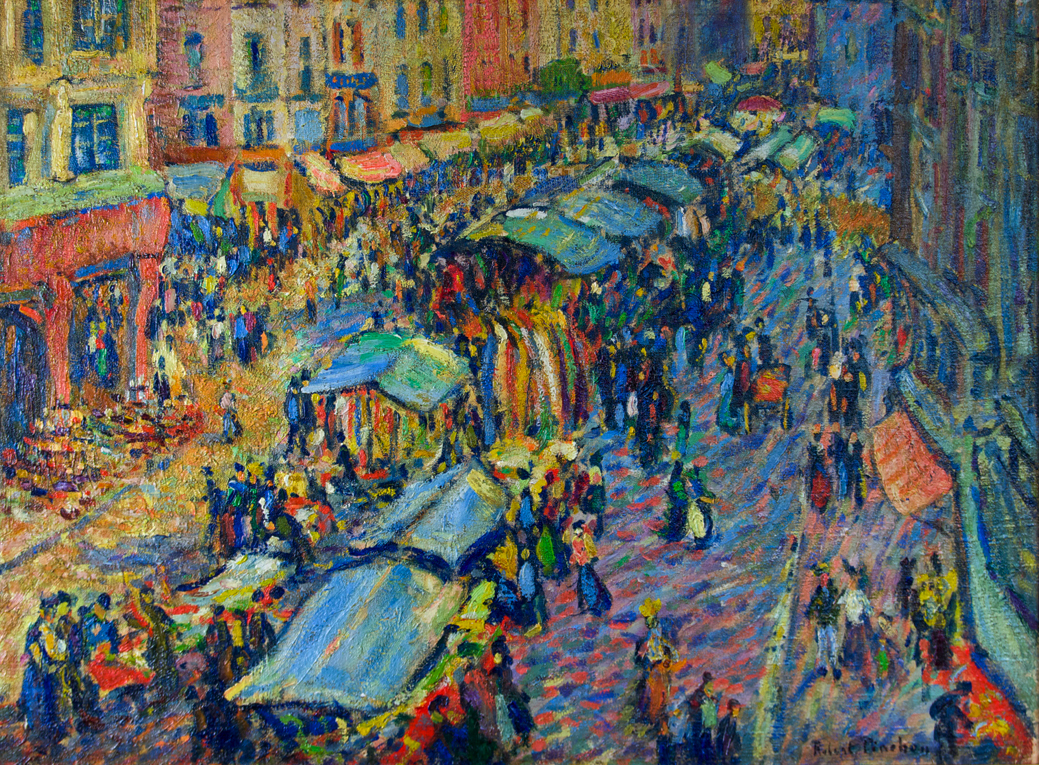
Робер Антуан Пеншон. «Ринок в містечку Одеме, Верхня Нормандія»

Окрім Матісса та Дерена, представниками цього напряму були також: Шарль Камуан, Луї Вальта, бельгійський художник Анрі Евенепул, Моріс Маріно, Жан Пюї, Моріс де Вламінк, Анрі Манген, Рауль Дюфі, Отон Фріз, Жорж Руо, Жан Метценже, голландський художник Кес ван Донген та Жорж Брак (який згодом почав працювати у художньому напрямі кубізму). Найменше схожий на фовістів був і Альбер Марке, художня манера котрого абсолютно не відповідала настановам фовізму як такого. Сталий стиль Альбера Марке продовжився і після зникнення фовізму. Він зарахований до фовістів штучно художніми критиками лише через участь у їх виставках. У живописі Альбера Марке  ніколи не було нічого декаденсько-занепадницького.
Картини фовістів характеризували разюче дикі мазки пензля та різкі, пістряві кольори, у той час як зображуваний предмет мав високий ступінь спрощення або абстракції. Фовізм можна віднести до радикального напряму постімпресіонізму Ван Гога, змішаного з пуантилізмом Жоржа Сера та інших неоімпресіоністських художників, зокрема Поля Сіньяка. Ключовий вплив мали також Поль Сезанн та Поль Гоген, в творах котрих, однак, збережені сюжетність і повага до зображених об'єктів. Їхня діяльність у сфері насичених кольорів — особливо у серії картин з о. Таїті — сильно вплинули на роботи Дерена в м. Колліур в 1905 році. У 1888 році Гоген сказав Полю Серюз'є: «Якими ти бачиш ці дерева? Вони жовті. Отже, додай жовтого; ця тінь є швидше синьою, застосуй чистий ультрамарин; це червоне листя? Малюй кіновар'ю.»
Фовізм також можна розглядати як відгалуження експресіонізму.

## Джерела

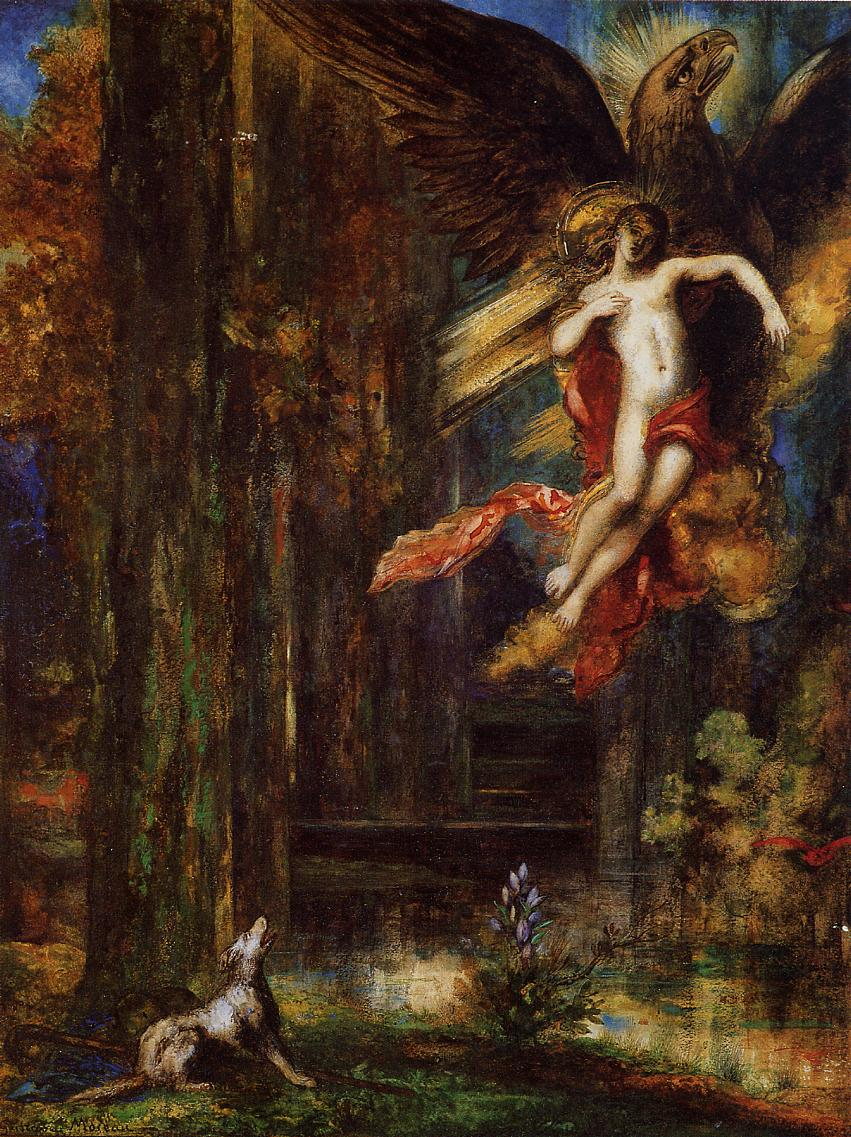
Гюстав Моро, «Викрадення Ганімеда орлом Зевса».

## «Осінній салон» 1905
Після того, як сміливі кольорові полотна Анрі Матісса, Андре Дерена, Альбера Марке, Моріса де Вламінка, Кеса ван Донгена, Чарльза Камуана і Жана Пюї були представлені на Осінньому салоні 1905 року, критик Луї Восель зневажливо прозвав живописців «фовістами» (тобто, дикунами). Це прізвисько дало руху назву «фовізм», під якою він і відомий. Перша виставка художників на Осінньому салоні 1905 року була спільною. Група отримала свою назву після того, як Восель описав виставку їх робіт фразою «Донателло серед диких звірів (фовістів)!», зрівнявши їхні картини зі скульптурами доби італійського відродження, які теж виставлялися в залі.
Анрі Руссо  (що не мав художньої освіти взагалі і малював як примітивіст) не був представником фовізму, але його велика картина, яка зображувала сцену джунглів, «Голодний лев кидається на антилопу» була виставлена поряд з роботами Матісса і, можливо, спровокувала ці зневажливі слова. Рецензію Воселя було надруковано в газеті «Жиль Блаз» 17 жовтня 1905 року і поширено в масах. Картини були осуджені. «Горщик фарби жбурнули в лице громадськості» — писав критик Каміль Моклер (1872–1945). Проте, увага щодо них була і позитивною. Найрозкритикованішою картиною Матісса стала «Жінка в капелюшку». Придбання цієї роботи Лео та Гертрудою Стайн позитивно вплинуло на Матісса, який страждав від несприйняття своїх робіт. Нео-імпресіоністський пейзаж Матісса «Розкіш, спокій і насолода» вже навесні 1905 року було представлено на виставці Салону Незалежних.